# باول شميت (شاعر)
باول شميت (بالإنجليزية: Paul Schmidt)‏ هو مترجم وشاعر أمريكي، ولد في 1934 في بروكلين في الولايات المتحدة، وتوفي في 19 فبراير 1999.

## وصلات خارجية
- باول شميت على موقع IMDb (الإنجليزية)
- باول شميت على موقع قاعدة بيانات برودواي على الإنترنت (الإنجليزية)